# Segona Guerra Sagrada
La Segona Guerra Sagrada és un conflicte armat a l'antiga Grècia pel control del centre religiós panhel·lènic de Delfos. La peculiaritat de la guerra fou la seva naturalesa gairebé incruenta. En primer lloc, l'exèrcit espartà va alliberar Delfos del control de l'aliança fòcia. Al cap d'un temps, l'exèrcit atenès, sota el comandament de Pèricles, va tornar Delfos als seus aliats focis. Uns anys més tard, Atenes i Esparta van signar un tractat de pau i Delfos va obtenir la seva independència. Un resultat llunyà de la guerra va ser el suport dels sacerdots délfics a Esparta en el seu enfrontament amb Atenes.

## Causes de la guerra
Geogràficament, Delfos estava situada al centre de Grècia, a la zona de Fòcida, que limitava a l'est amb Beòcia. La ciutat es trobava el centre religiós grec, l'oracle de Delfos. Pelegrins d'arreu de l'Hèl·lade s'hi aplegaven per fer preguntes a Apol·lo. En un estat d'èxtasi, la sacerdotessa pitonissa, a través de la qual els antics grecs creien que parlava el déu, pronunciava certes frases que els sacerdots interpretaven. Donaven a les profecies formes poètiques florides, que sovint implicaven una doble interpretació. Segons el seu estatus polític, Delfos era una comunitat única de temple civil, les funcions administratives de la qual es dividien entre els sacerdots i l'amfictionia, una aliança de tribus que vivien al voltant del santuari.
Amb aquesta posició especial dels rics i poderosos, a causa de la ubicació de l'oracle, Delfos va despertar l'enveja dels membres de la Fòcida. Durant la Primera Guerra del Peloponès entre la Lliga del Peloponès, liderada per Esparta, i l'aliança marítima atenesa, els focis van fer un altre intent de sotmetre Delfos. La situació política exterior els era favorable. Tot i que Fòcida no formava part de l'aliança atenesa, era un aliat atenès. Beòcia, a l'est, estava subordinada a Atenes i no suposava una amenaça. La presa de Delfos per part de la Fòcida està datada entre el 451 i el 448 aC.

## El curs de les hostilitats
Els espartans van considerar aquestes accions dels focis un sacrilegi i van enviar una expedició militar per alliberar Delfos. Alliberaren fàcilment el santuari i restauraren l'amfictionia dèlfica. Durant la campanya, els espartans van establir vincles amb un partit hostil a Atenes a Beòcia.Després de la marxa dels espartans, un exèrcit d'atenesos va ser enviat a Delfos sota el comandament de Pèricles. Delfos va tornar a estar sota el domini de la Lliga Fòcia. A la historiografia hi ha dos tipus de datació dels esdeveniments. K.J. Beloch considerava que les campanyes van tenir lloc als anys 449 i 447 a.C. A.W. Gomme i F. Jacoby daten ambdós esdeveniments l'any 448 aC.Aquesta discrepància està relacionada amb el text d'un escoli a Els ocells d'Aristòfanes, que afirma que l'historiador Filòcor va datar la campanya atenesa el tercer any després de l'alliberament de Delfos. Potser, tenint en compte les dades de Tucídides, "any" s'hauria de llegir aquí com a "mes"
Existeix la suposició, registrada per Teopomp i Filòcor, que els beocis van treure Delfos de la Lliga Fòcia, i els atenesos els van obligar a marxar. Aquesta versió no és considerada seriosament pels historiadors moderns, ja que durant la Segona Guerra Santa, Beòcia estava subordinada a Atenes i no podia iniciar operacions militars contra els seus aliats.
Així, la Segona Guerra Sagrada, que es pot considerar com un episodi de la Primera Guerra del Peloponès, va consistir en dues campanyes militars durant les quals no es van produir grans batalles. La guerra va resultar ser pràcticament incruenta.

## Resultat de la guerra
El resultat immediat de la guerra va ser la devolució de Delfos al control de l'aliança fòcia afí a Atenes. Els atenesos tenien drets especials quan visitaven l'oracle de Delfos. Entre altres coses, se'ls va concedir el dret de dirigir-se a Apol·lo a través de la Pítia en nom d'altres, no només dels seus. Abans, els espartans gaudien dels mateixos drets, com consta a la inscripció de l'estàtua del llop de coure. Pèricles va obtenir una inscripció similar al lateral de la mateixa estàtua.
Les conseqüències de la Segona Guerra Sagrada van ser negatives per a Atenes. La ingerència d'Atenes en els afers de l'oracle de Delfos per part de l'aliança fòcia, hostil als beocis, sembla haver estat un factor que va contribuir a la revolta de l'any 447 aC. Descontents amb els deu anys de govern d'Atenes, els beocis, a la batalla de Coronea, van destruir completament l'exèrcit atenencs, comandat per l'estrateg Tòlmides. Els atenesos es van veure obligats a renunciar al control de Beòcia.
La ruta terrestre de l'exèrcit atenès a Delfos estava tancada. En aquest context, la Lliga Amfictiònica aviat va tornar a ser independent. Pel que sembla, la independència de Delfos de l'aliança fòcia va quedar assegurada el 446/445 a.C. en el tractat de Pau dels Trenta Anys entre Atenes i la Lliga del Peloponès liderada per Esparta. Els dèlfics van arribar a aconseguir una gran indemnització dels focis, per la qual cosa van construir una enorme estàtua d'Apol·lo, segons Pausànies, de 35 colzes (uns 16 m) d'altura. El suport d'Atenes a Fòcida durant la Segona Guerra Sagrada va ser una de les raons per les quals els sacerdots dèlfics van adoptar una postura pro-espartana i anti-atenenca, fet que va tenir una gran importància pràctica. Així, per exemple, abans que comencés la Guerra del Peloponès, els espartans, davant la pregunta de si havien d'anar a la guerra o no, van rebre la següent resposta: "si fan la guerra amb totes les seves forces, guanyaran, i ell mateix [ Apol·lo] -convidat o no- estarà del seu costat". Durant la Guerra del Peloponès, l'oracle de Delfos va estar totalment del costat d'Esparta.